# Citroën Xsara
La Citroën Xsara è un'autovettura appartenente al segmento C prodotta dal 1997 al 2006 dalla casa automobilistica francese Citroën. La sua versione monovolume, denominata Xsara Picasso, è stata prodotta dal 1999 al 2010.

## Storia

#### Debutto
La ZX, auto da famiglia prodotta dalla Citroën tra il 1991 ed il 1998, non riuscì ad entrare nel cuore degli appassionati del marchio. Perciò, alla Citroën si pensò di pensionare la ZX in favore di una vettura dal design più moderno e piacevole. Nacque nel 1997 la Xsara, la vettura incaricata di sostituire la ZX e rinverdire i dati di vendita in quel segmento di mercato. La vettura definitiva fu presentata al Salone di Francoforte il 9 settembre 1997.

#### Design ed interni
Rispetto alla ZX, la Xsara mostrava chiaramente una linea molto più moderna, filante, sinuosa, dinamica e slanciata, simile a quella della Xantia, alla quale peraltro il Centro Stile Citroën di Velizy, capeggiato dall'italiano Donato Coco, si è ispirato. La nuova vettura si presentava come una berlina a due volumi e mezzo, sullo stile di alcune concorrenti dell'epoca, come per esempio l'Alfa 146. Il corpo vettura rivela anche notevole cura del fattore aerodinamico: il Cx era infatti di 0.33, all'epoca un valore significativo. I fari anteriori erano sottili e non spigolosi, un anticipo di quello che sarebbe stato il restyling della Xantia. Essi racchiudevano la sottile calandra trapezoidale ornata al centro da un piccolo listello cromato. Il cofano motore piuttosto spiovente era appena increspato da tre nervature longitudinali. La parte inferiore del frontale mostrava un ampio fascione di protezione e, sotto di esso, la presa d'aria per il raffreddamento del motore racchiusa a sua volta da due fendinebbia o dall'alloggiamento per essi previsto. La coda era corta e tronca, come su quasi tutte le auto con carrozzeria a due volumi e mezzo. I fari posteriori svelavano la parentela con la Peugeot, grazie al loro disegno trapezoidale dagli angoli smussati. Nel complesso si trattava di una vettura dalla linea molto equilibrata.

#### Struttura e meccanica
La struttura della Xsara è un'evoluzione di quella della precedente ZX. Cavallo di battaglia del nuovo modello, è stata la cura sul fronte della sicurezza attiva e passiva, che ha portato a rinforzare diverse zone del corpo vettura, come i montanti ed il padiglione, oltre che ad adottare lamiere a deformazione programmata e ad equipaggiare questo modello, tra i primi sul mercato di questa fascia, con airbags frontali e laterali.
La Xsara, utilizzando pianale e meccanica della ZX, ne ereditava anche il particolare retrotreno direzionale, grazie al quale, durante la percorrenza delle curve, le ruote posteriori subiscono una lieve sterzatura nella stessa direzione di quelle anteriori. Più in generale, sono analoghe le soluzioni tecniche adottate per le sospensioni, per le quali sono previsti il tradizionale avantreno di tipo MacPherson con molle elicoidali ed il retrotreno a bracci tirati con barre di torsione. Su entrambi gli assi erano inoltre previsti ammortizzatori idraulici e barre antirollio. L'impianto frenante di tipo misto prevedeva dischi da 203 mm all'avantreno e tamburi da 247 mm al retrotreno.
I motori utilizzati erano gli stessi adottati dalla Peugeot 306, in particolare, l'intera gamma di motori ricalcava quella della 306 seconda serie. La gamma di motorizzazioni era quindi inizialmente composta dalle seguenti versioni:
- 1360 cm³ a benzina da 75 CV di potenza max;
- 1587 cm³ a benzina da 90 CV di potenza max;
- 1761 cm³ a benzina da 100 CV di potenza max;
- 1761 cm³ a benzina da 112 CV di potenza max;
- 1905 cm³ aspirato a gasolio da 71 CV;
- 1905 cm³ sovralimentato a gasolio da 92 CV.

Quasi tutte le motorizzazioni erano abbinate ad un cambio manuale a 5 marce. Faceva eccezione solo la versione con il 1.8 da 100 CV, che era accoppiata ad un cambio automatico a 4 rapporti.
In alcuni Paesi esteri, il 1.8 era disponibile anche con cambio manuale e potenza di 90 CV.

#### Allestimenti e dotazioni
Gli allestimenti disponibili al debutto per la gamma Xsara erano principalmente i seguenti:
- XP: allestimento base previsto per i motori 1.4, 1.6 e 1.9 diesel;
- SX: allestimento intermedio, previsto per gli stessi motori di cui sopra, più il 1.9 TurboD;
- SX Clim: come il livello SX, ma con in più il climatizzatore di serie;
- Exclusive: Allestimento di lusso, disponibile per la 1.8 16v, ma anche per motorizzazioni non di punta, come la 1.6, la 1.8 monoalbero automatica e la 1.9 TurboD;
- VTS: allestimento sportivo inizialmente previsto per il solo motore 1.8 16v da 112 CV.

La dotazione di serie su tutta la gamma prevedeva tra l'altro l'antifurto, il servosterzo e l'airbag per il conducente. Ma a seconda dei livelli di allestimento si potevano avere anche delle dotazioni più ricche: il climatizzatore, per esempio, era disponibile di serie nelle versioni SX Clim ed Exclusive, mentre i cerchi in lega erano di serie solo nella versione VTS ed i fendinebbia ed il divano posteriore sdoppiabile non facevano parte della dotazione di serie solo nella versione XP.
Per quanto riguardava la lista degli optional, molti degli accessori a pagamento erano disponibili su tutta la gamma. Tra questi vi erano: pacchetto ABS + airbag passeggero, airbag passeggero non in abbinamento con l'ABS, airbag laterali e tetto apribile. Il climatizzatore era optional per le versioni XP, SX e VTS. Sempre la versione VTS, ma anche la versione Exclusive potevano essere avute con un pacchetto comprendente l'airbag passeggero e gli interni in pelle.

### Evoluzione

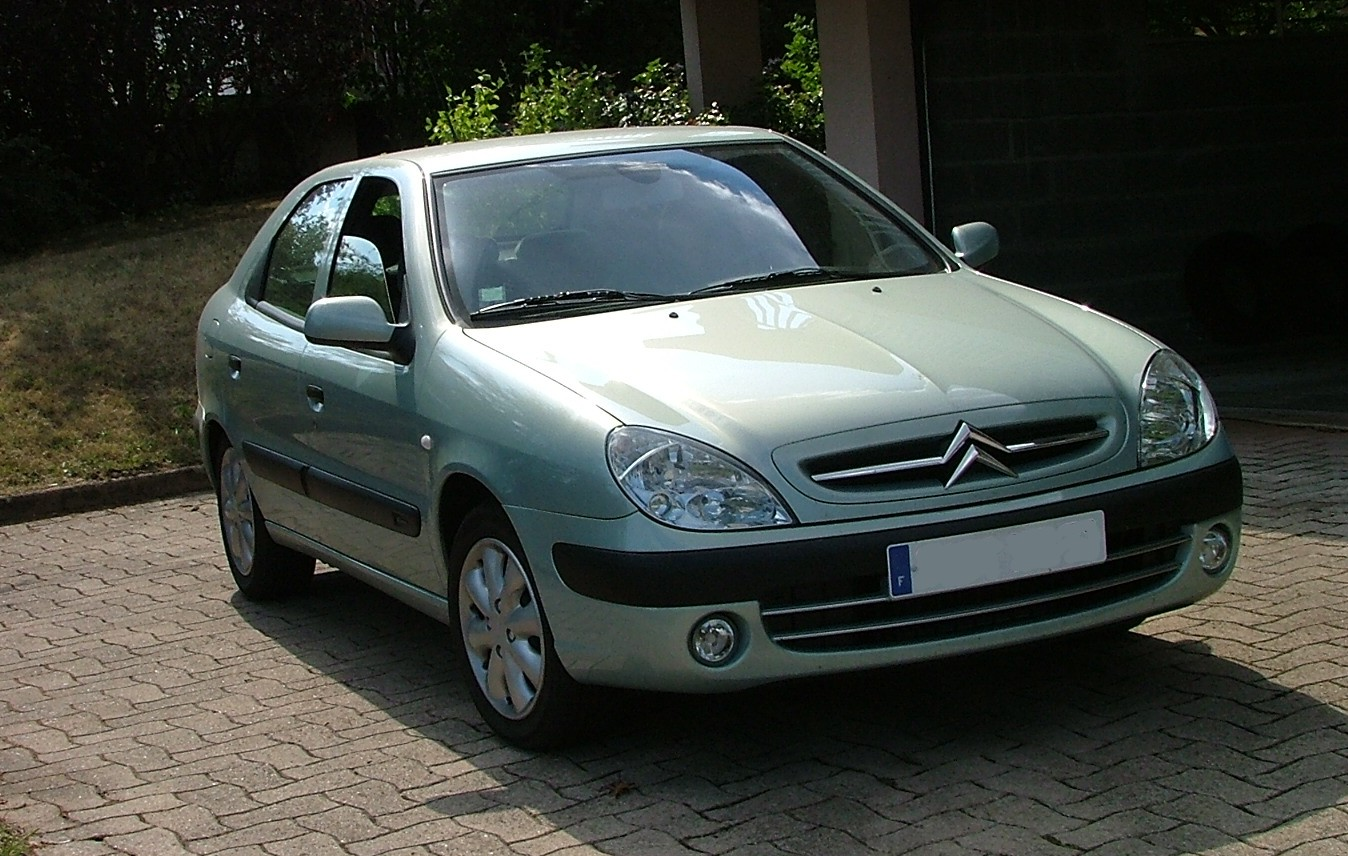
Una Citroën Xsara restyling

L'accoglienza fu buona, specie in madrepatria, mentre in alcuni mercati come quello italiano stentava un po' di più. In ogni caso la Xsara fu venduta in quasi un milione di esemplari, che non sono assolutamente da considerarsi dei dati da vero e proprio fiasco commerciale.
Nel 1998 la gamma della Xsara si estese con l'arrivo della Xsara Break e della versione a 3 porte, denominata Coupé, ma sostanzialmente invariata rispetto alla berlina, tranne appunto che per il numero di porte. Per questa versione erano inizialmente previste solo motorizzazioni a benzina e solo le più potenti. La versione di punta era la 2.0 16v VTS, equipaggiata con il 2 litri da 167 CV, in grado di spingerla a 220 km/h di velocità massima. Tale motorizzazione venne applicata unicamente sulla Xsara coupé. Nello stesso anno, basandosi proprio sulla versione coupé, il designer svizzero Franco Sbarro realizzò una propria versione della Xsara a cui venne aggiunto un nuovo body kit sportivo.
Nel 1999 vi fu l'arrivo di nuove versioni a gasolio 2.0 HDI common rail ed il pensionamento della versione 1.8 con cambio automatico, quest'ultimo disponibile ora in abbinamento con il motore 1.6 da 90 CV. Alla fine dello stesso anno vi fu l'arrivo della Xsara Picasso, la versione monovolume.
La versione station wagon risultava leggermente appesantita rispetto alla berlina, ma ha ottenuto un discreto successo, rivelandosi una buona vettura media da grandi carichi.

#### Restyling
A settembre 2000, la Xsara fu sottoposta ad un restyling: il frontale fu rivisto nei gruppi ottici, che divennero più grandi e a forma di goccia, nella calandra ridisegnata e con un più grande stemma della Casa, e nel cofano con nuove nervature; nonché lievi aggiornamenti al portellone del bagagliaio. Importanti furono invece le modifiche all'assetto, con l'adozione di barre stabilizzatrici, allargamento delle carreggiate anteriori e posteriori, e adozione di cerchi ruote da 15 pollici (tranne le versioni di base, che continuavano a montare cerchi da 14 pollici, ma con copricerchi di nuovo disegno), interventi che portarono a un comportamento su strada decisamente diverso dalla prima serie (meno rollio, assetto più duro e sportiveggiante). Internamente, la nuova edizione della Xsara differiva per i nuovi rivestimenti in tessuto e la presenza di un nuovo ed inedito display che mostra alcuni dati sulle principali funzioni del motore. Decisamente arricchita la dotazione: tutte le nuove Xsara comprendevano a quel punto quattro airbag di serie, nonché l'ABS ed il ripartitore elettronico di frenata.
Sul fronte motori, l'aggiornamento della Xsara ha portato al debutto un nuovo 1.6 16v da 110 CV, particolarmente brillante e parco nei consumi, che è andato a rimpiazzare ben due unità presente sulla vecchia Xsara, vale a dire il 1.6 da 90 CV (dall'indole piuttosto tranquilla) ed il 1.8 da 112 CV. Inoltre, un nuovo 2 litri bialbero da 136 CV (lo stesso montato sulla 206 GTI) è andato ad occupare il posto di vice-top di gamma, subito sotto la versione 2 litri da 167 CV, la quale continuò comunque ad essere proposta unicamente sulla Xsara 2.0 16v Coupé VTS. Nel mercato italiano, il 2 litri da 136 CV venne stranamente proposto solo sulla versione Break. Fece il suo ingresso anche il motore 2.0 HDi common rail da 90 CV, lo stesso montato sulla Xantia e su molti modelli Peugeot.
Infine, due parole sugli allestimenti, che videro alcune novità: sparì il livello di allestimento XP, mentre venne introdotto il livello VTR, riservato solo alle Coupé e solo ai motori 1.4 e 1.6 16v.
Dopo il restyling, e precisamente nel 2001, cominciò il periodo sportivo per la Xsara: allestita e preparata per correre in WRC, la Xsara ottenne degli ottimi risultati, compresi anche alcuni titoli mondiali. Nello stesso anno venne introdotto anche il 2 litri HDi da 109 CV.
Il 2002 ha visto l'estensione dell'allestimento VTS anche alle coupé 1.6 16v e 2.0 HDi, mentre per le versioni base esordì un nuovo allestimento denominato Limited.
Successivamente, nel 2003, arrivò il 1.4 HDi common rail da 69 CV, che andò a sostituire il meno moderno 1.9 diesel aspirato.
Nel 2004 la berlina fu tolta di produzione, per lasciare il posto alla C4. L'anno dopo fu tolta di produzione anche la Break, mentre la monovolume Xsara Picasso continuò ad essere prodotta ancora fino al 2010, in affiancamento alle nuove monovolume derivate dalla nuova vettura.

#### La Xsara Coupé

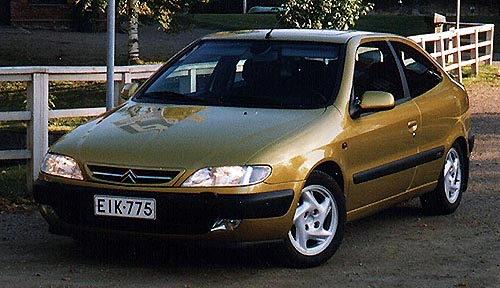
Vista di una Xsara Coupé VTS da 167 CV

Lanciata nella primavera del 1998, la Xsara Coupé era in realtà una versione a 3 porte della berlina introdotta l'anno prima. Si tratta quindi di un modo di donare maggior sportività alla vettura, massimizzando nel contempo le economie di scala. Esternamente cambiano quindi solo alcuni componenti di carrozzeria e di interni, primi fra tutti le portiere, i loro vetri, i pannelli porta interni ed i finestrini laterali posteriori, nonché i parafanghi posteriori. Il risultato, però, è stato relativamente efficace, poiché la vettura ha effettivamente acquisito un pizzico di grinta in più, specie nelle versioni di punta, costituite dal 1.8 16v da 112 CV e dal 2.0 16v da 167 CV. Il resto della gamma motori ricalcava quello della normale berlina a 5 porte, e partiva dal 1.4 da 75 CV, comprendendo il 1.6 da 88 CV e, per quanto riguardava i diesel, anche il 1.9 turbodiesel. L'unica eccezione, per la Xsara Coupé, era rappresentata dal 1.9 diesel aspirato, non previsto per tale versione. Meccanicamente, la Xsara Coupé era sostanzialmente invariata alla berlina a 5 porte, e così pure per quanto riguardava gli interni.
L'aggiornamento dell'ottobre 2000 ha portato al debutto il 1.6 16v a benzina ed il 2.0 HDi common rail anche sulla coupé: la variante a gasolio, proposta dapprima con potenza da 90 CV, è stato in seguito affiancato dalla più potente variante da 109 CV. In un periodo in cui anche i motori diesel cominciavano a mostrare indoli brillanti, anche le Xsara con motori HDi furono proposte in allestimento VTS, il più sportiveggiante della gamma.
La produzione della Xsara Coupé terminò nel 2004: il suo posto sarebbe stato preso dalla versione coupé della C4.

#### La Xsara Break

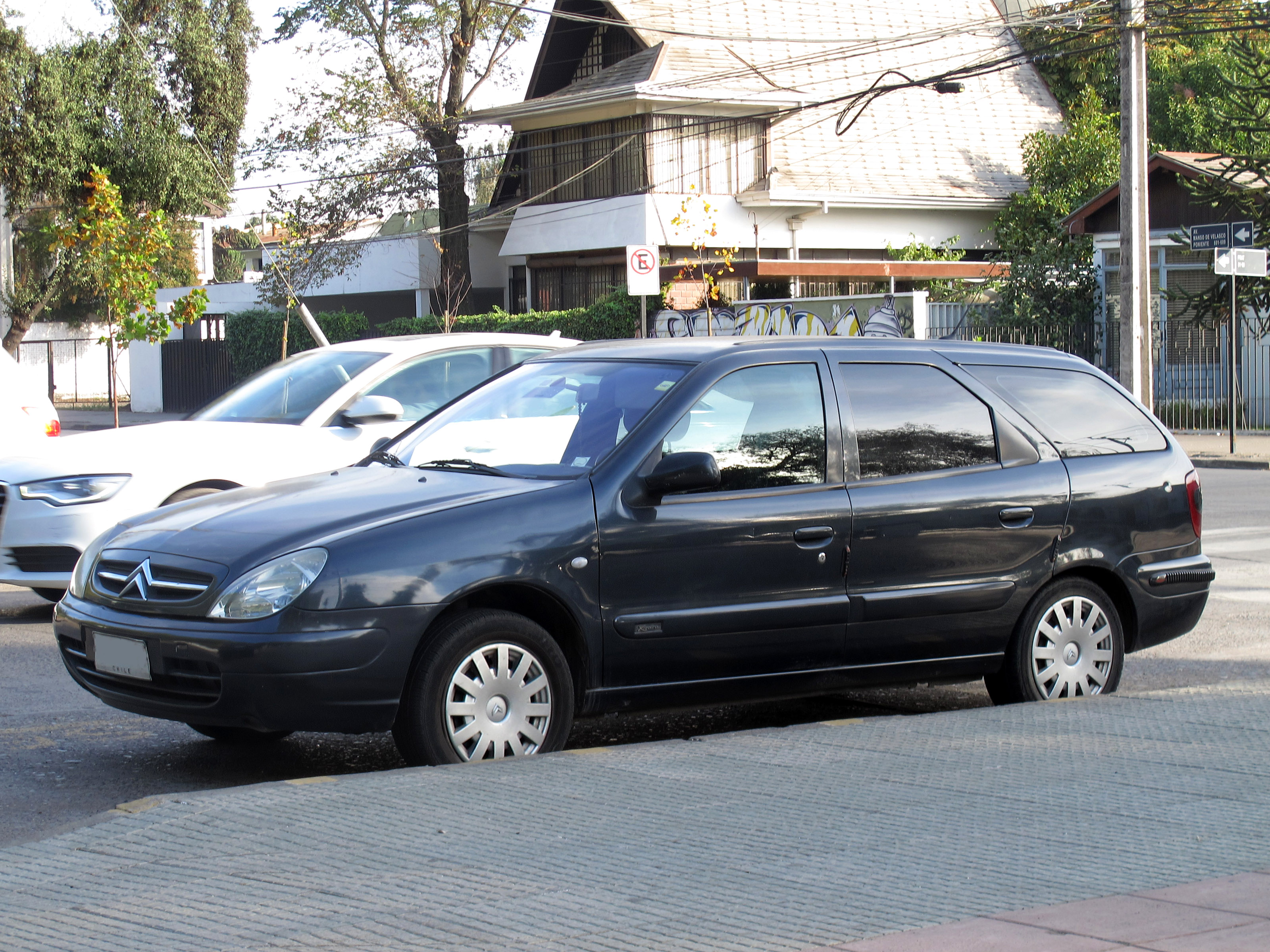
Una Xsara Break Restyling

Contemporaneamente alla Xsara Coupé è stata introdotta anche la Xsara Break, modello destinato a sostituire la precedente ZX Break. Come accade quasi sempre in questo genere di vetture, le differenze sostanziali con la berlina a 5 porte erano tutte concentrate nella zona posteriore, opportunamente risagomata per consentire la miglior capienza possibile nel vano bagagli. Tale rivisitazione aveva comportato pertanto un allungamento del corpo vettura di 18.7 cm. Anche internamente, le maggiori differenze si avevano nella parte posteriore: il generoso bagagliaio vantava una capienza di 517 litri estendibili a ben 1.512 ribaltando il divano posteriore, comunque frazionabile nella modalità 1/3 - 2/3. Tali valori di capienza collocavano la Xsara Break al vertice della sua categoria nel momento del suo ingresso sul mercato. Meccanicamente, la Xsara Break era identica rispetto alla berlina da cui derivava, compreso il retrotreno autodirezionale ereditato dalla ZX. Anche le motorizzazioni erano identiche a quelle della versione 5 porte, almeno fino al restyling del 2000. Nel mercato italiano, infatti, il restyling è stato l'occasione per proporre la Break anche con un'inedita motorizzazione di 2 litri da 136 CV. Anche per la Break, poi, venne reso disponibile il 2 litri HDi da 90 CV, affiancato l'anno seguente dalla versione da 109 CV. Infine, nel 2003, anche la Break ha visto l'arrivo del 1.4 HDi da 69 CV che è andato a rimpiazzare il 1.9 diesel aspirato.
La Xsara Break è stata tolta di produzione nel 2006, anche se in Italia, già durante il 2005, la Xsara Break sparì dai listini: durante i suoi ultimi due anni di produzione, la gamma fu ristretta in maniera assai sensibile, poiché comprendeva unicamente il 1.6 16v a benzina, il 1.4 HDi da 69 CV ed il 2.0 HDi nelle due varianti di potenza. La produzione venne quindi terminata due anni dopo la berlina e la coupé, ma a differenza di queste ultime non ha avuto un'erede diretta. Inizialmente, l'unica alternativa compatta della Casa stava in un'altra Xsara, la Picasso, rimasta in listino fino all'inizio del 2010, anche se non si trattava di una station wagon, bensì di una monovolume. In seguito, a partire dalla fine del 2008, si sarebbe aggiunta un'altra compatta "tuttospazio", vale a dire la C3 Picasso. Il proliferare di questi tipi di vetture ha reso di fatto superflua la presenza di una nuova ipotetica C4 Break.

### Riepilogo versioni e caratteristiche
Di seguito vengono riepilogate le caratteristiche e le versioni previste per la gamma Xsara nel mercato italiano. I prezzi sono riportati in lire: per quanto riguarda la Xsara 1.4 HDi, che ha esordito dopo l'ingresso dell'Euro, viene riportato il prezzo commutato in lire ed il prezzo reale posto in fondo alla tabella con una nota. I prezzi si riferiscono inoltre al livello di allestimento meno costoso.
| Modello                                                                          | Carrozzeria        | Motore             | Cilindrata cm³     | Potenza CV/rpm     | Coppia Nm/rpm      | Cambio/ N°rapporti | Massa a vuoto (kg) | Velocità max       | Acceler. 0–100 km/h | Consumo (l/100 km) | Anni di produzione | Prezzo al debutto in migliaia di lire |
| Versioni a benzina                                                               | Versioni a benzina | Versioni a benzina | Versioni a benzina | Versioni a benzina | Versioni a benzina | Versioni a benzina | Versioni a benzina | Versioni a benzina | Versioni a benzina  | Versioni a benzina | Versioni a benzina | Versioni a benzina                    |
| -------------------------------------------------------------------------------- | ------------------ | ------------------ | ------------------ | ------------------ | ------------------ | ------------------ | ------------------ | ------------------ | ------------------- | ------------------ | ------------------ | ------------------------------------- |
| Xsara 1.4                                                                        | berlina            | TU3JP              | 1360               | 75/5500            | 111/3400           | M/5                | 1.030              | 175                | 14"1                | 7.2                | 1997-04            | 25.600                                |
| Xsara 1.4                                                                        | coupé              | TU3JP              | 1360               | 75/5500            | 111/3400           | M/5                | 1.030              | 175                | 14"1                | 7.2                | 1998-04            | 24.990                                |
| Xsara 1.4                                                                        | Break              | TU3JP              | 1360               | 75/5500            | 111/3400           | M/5                | 1.080              | 175                | 14"6                | 7.5                | 1998-04            | 26.590                                |
| Xsara 1.6                                                                        | berlina            | TU5JP              | 1587               | 88/5600            | 135/3000           | M/5                | 1.080              | 180                | 13"1                | 7.7                | 1997-04            | 26.400                                |
| Xsara 1.6                                                                        | coupé              | TU5JP              | 1587               | 88/5600            | 135/3000           | M/5                | 1.068              | 180                | 13"1                | 7.7                | 1998-04            | 25.880                                |
| Xsara 1.6                                                                        | Break              | TU5JP              | 1587               | 88/5600            | 135/3000           | M/5                | 1.122              | 180                | 13"5                | 7.9                | 1998-05            | 27.300                                |
| Xsara 1.6 Automatica                                                             | berlina            | TU5JP              | 1587               | 88/5600            | 135/3000           | A/4                | 1.100              | 170                | 16"                 | 8.5                | 1999-2000          | 32.552                                |
| Xsara 1.6 Automatica                                                             | Break              | TU5JP              | 1587               | 88/5600            | 135/3000           | A/4                | 1.150              | 170                | 16"                 | 8.5                | 1999-2000          | 33.352                                |
| Xsara 1.6 16v                                                                    | berlina            | TU5JP              | 1587               | 109/5750           | 147/4000           | M/5                | 1.141              | 195                | 11"                 | 6.9                | 2000-04            | 27.400                                |
| Xsara 1.6 16v                                                                    | coupé              | TU5JP              | 1587               | 109/5750           | 147/4000           | M/5                | 1.134              | 197                | 10"9                | 6.9                | 2000-04            | 26.900                                |
| Xsara 1.6 16v                                                                    | Break              | TU5JP              | 1587               | 109/5750           | 147/4000           | M/5                | 1.166              | 196                | 11"2                | 6.9                | 2000-05            | 28.300                                |
| Xsara 1.8 Automatica                                                             | berlina            | XU7JP              | 1761               | 101/6000           | 153/3000           | A/4                | 1.110              | 177                | 15"4                | 9.1                | 1997-99            | 32.400                                |
| Xsara 1.8 Automatica                                                             | Break              | XU7JP              | 1761               | 101/6000           | 153/3000           | A/4                | 1.145              | 178                | 15"8                | 9.2                | 1998-99            | 33.440                                |
| Xsara 1.8 16v                                                                    | berlina            | XU7JP4             | 1761               | 112/5500           | 158/4250           | M/5                | 1.115              | 195                | 10"7                | 8.4                | 1997-2000          | 31.600                                |
| Xsara 1.8 16v                                                                    | coupé              | XU7JP4             | 1761               | 112/5500           | 158/4250           | M/5                | 1.102              | 198                | 10"6                | 8.5                | 1998-2000          | 33.100                                |
| Xsara 1.8 16v                                                                    | Break              | XU7JP4             | 1761               | 112/5500           | 158/4250           | M/5                | 1.150              | 196                | 11"1                | 8.5                | 1998-2000          | 31.450                                |
| Xsara 2.0 16v                                                                    | Break              | XU10J4R            | 1997               | 136/6000           | 190/4100           | M/5                | 1.218              | 210                | 9"7                 | 7.7                | 2000-04            | 33.800                                |
| Xsara 2.0 16v VTS                                                                | Coupé              | XU10J4RS           | 1997               | 167/6500           | 193/5500           | M/5                | 1.219              | 220                | 8"7                 | 9.3                | 1998-01            | 37.850                                |
| Versioni diesel                                                                  |                    |                    |                    |                    |                    |                    |                    |                    |                     |                    |                    |                                       |
| Xsara 1.4 HDi                                                                    | berlina            | DV4TD              | 1398               | 68/4000            | 150/2000           | M/5                | 1.111              | 164                | 16"7                | 4.5                | 2003-04            | 29.0271                               |
| Xsara 1.4 HDi                                                                    | Coupé              | DV4TD              | 1398               | 68/4000            | 150/2000           | M/5                | 1.111              | 164                | 16"7                | 4.5                | 2003-04            | 26.914²                               |
| Xsara 1.4 HDi                                                                    | Break              | DV4TD              | 1398               | 68/4000            | 150/2000           | M/5                | 1.155              | 164                | 16"7                | 4.5                | 2003-05            | 29.317³                               |
| Xsara 1.9 D                                                                      | berlina            | XUD9/Z             | 1905               | 69/4600            | 120/2000           | M/5                | 1.106              | 162                | 17"2                | 6.4                | 1997-03            | 27.900                                |
| Xsara 1.9 D                                                                      | Break              | XUD9/Z             | 1905               | 69/4600            | 120/2000           | M/5                | 1.147              | 162                | 17"7                | 6.5                | 1998-03            | 29.350                                |
| Xsara 1.9 Turbodiesel                                                            | berlina            | XUD9TE/Y           | 1905               | 90/4000            | 196/2200           | M/5                | 1.152              | 178                | 12"8                | 6.6                | 1997-2000          | 30.200                                |
| Xsara 1.9 Turbodiesel                                                            | Coupé              | XUD9TE/Y           | 1905               | 90/4000            | 196/2200           | M/5                | 1.140              | 178                | 12"8                | 6.6                | 1998-2000          | 30.070                                |
| Xsara 1.9 Turbodiesel                                                            | Break              | XUD9TE/Y           | 1905               | 90/4000            | 196/2200           | M/5                | 1.197              | 179                | 13"3                | 6.6                | 1998-2000          | 31.650                                |
| Xsara 2.0 HDi (90CV)                                                             | berlina            | DW10A              | 1997               | 90/4000            | 205/1900           | M/5                | 1.200              | 180                | 13"2                | 5.4                | 2000-04            | 29.900                                |
| Xsara 2.0 HDi (90CV)                                                             | Coupé              | DW10A              | 1997               | 90/4000            | 205/1900           | M/5                | 1.204              | 180                | 13"2                | 5.4                | 2000-04            | 27.900                                |
| Xsara 2.0 HDi (90CV)                                                             | Break              | DW10A              | 1997               | 90/4000            | 205/1900           | M/5                | 1.249              | 181                | 13"6                | 5.5                | 2000-05            | 30.800                                |
| Xsara 2.0 HDi (110CV)                                                            | berlina            | DW10ATED           | 1997               | 109/4000           | 250/1750           | M/5                | 1.200              | 193                | 11"5                | 5.2                | 2001-04            | 39.012                                |
| Xsara 2.0 HDi (110CV)                                                            | Coupé              | DW10ATED           | 1997               | 109/4000           | 250/1750           | M/5                | 1.204              | 195                | 11"3                | 5.2                | 2001-04            | 39.912                                |
| Xsara 2.0 HDi (110CV)                                                            | Break              | DW10ATED           | 1997               | 109/4000           | 250/1750           | M/5                | 1.249              | 193                | 11"8                | 5.3                | 2001-05            | 38.362                                |
| 1Prezzo reale: 14.991 Euro ²Prezzo reale: 13.900 Euro ³Prezzo reale: 15.141 Euro |                    |                    |                    |                    |                    |                    |                    |                    |                     |                    |                    |                                       |

## Attività sportiva

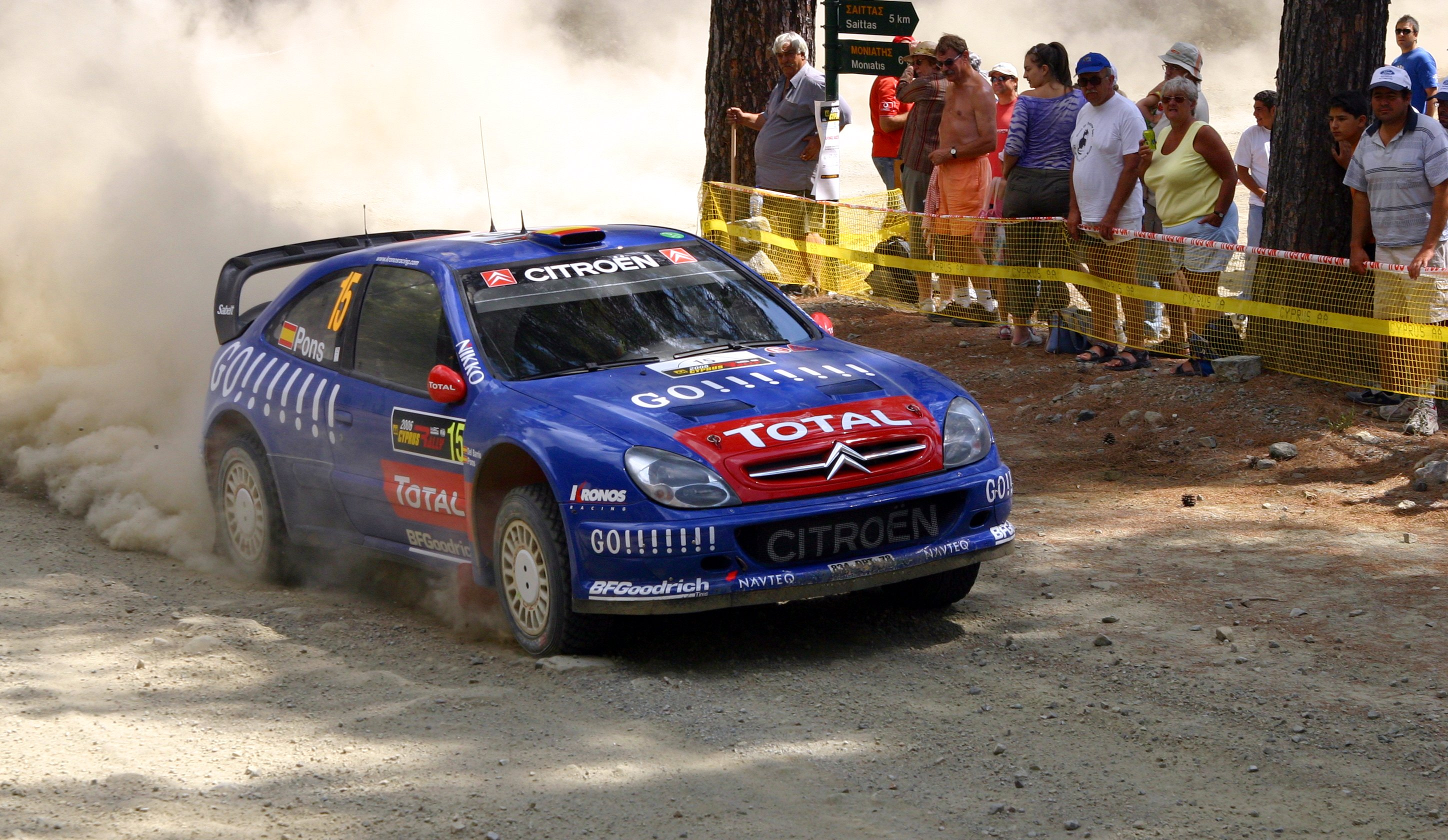
Xavier Pons al volante di una World Rally Car.

La Xsara fu impiegata nel Campionato WRC per proseguire i fasti dell'antenata ZX in versione Rally Raid. Con la Xsara preparata per questo campionato, la Casa francese riuscì di fatto a conquistare molti successi, specie nel 2003, 2004 e 2005, con il grande Sébastien Loeb al volante, grazie al quale la Citroën vinse tre Campionati del Mondo Costruttori proprio in questi tre anni, e negli ultimi due addirittura il Titolo Piloti. Uno dei segreti, oltre che alla bravura dell'equipaggio e all'esperienza del team sportivo, stava anche nelle eccezionali doti di affidabilità della Xsara stessa: in cinque anni e 138 gare disputate, solo 13 l'hanno vista costretta al ritiro, e nelle altre totalizzò 24 vittorie e 57 piazzamenti: un palmarès invidiabile. Altri piloti famosi con i quali la Xsara si è messa bene in evidenza sono stati Carlos Sainz, Colin McRae e Philippe Bugalski. Per il 2006 la Xsara è stata affidata alla scuderia Kronos Racing Team.
Nel 2009 viene ancora utilizzata per alcune gare da Petter Solberg.